# Плохая обезьяна
«Плохая обезьяна» (англ. Bad Monkey) — американский телесериал, разработанный Биллом Лоуренсом. Сериал снят совместно Warner Bros. Television и Doozer Productions. Сюжет основан на одноимённом романе Карла Хиасена. Главные роли в сериале исполняют Винс Вон, Мишель Монаган, Джоди Тернер-Смит, Мередит Хагнер и Джон Ортис.
Премьера состоялась на сервисе Apple TV+ 14 августа 2024 года.

## Сюжет
Эндрю Янси — бывший полицейский детектив, которому пришлось заниматься проверкой ресторанов на юге Флориды. Отрубленная рука, найденная туристом, втягивает Янси в мир алчности и коррупции, которые разрушают окружающую среду как во Флориде, так и на Багамах.

## В ролях

### Главные роли
- Винс Вон — Эндрю Янси, бывший детектив, ставший инспектором ресторанов[4].
- Мишель Монаган — Бонни[5]
- Джоди Тернер-Смит — «Королева Драконов»/Грейси[5]
- Мередит Хагнер — Ева, жена Ника Стриплинга[5]
- Роб Дилейни — Кристофер, бойфренд Евы[6]
- Натали Мартинес — Роза, судмедэксперт из Майами, которая помогает Янси[7]
- Рональд Пит — Невилл, рыбак[7]
- Джон Ортис — Рохелио, полицейский детектив, лучший друг Янси
- Кристал — Дриггс

### Роли второго плана
- Лаверн Скотт Колдуэлл — ЯЯ
- Шарлотта Лоуренс[англ.] — Кейтлин[7]
- Гайзел Хименес[англ.] — Мел Кампесино
- Роберто Эскобар — Матео Кампесино
- Алекс Моффат[англ.] — Эван Шук
- Боб Кленденин[англ.] — Класперс
- Виктор Турпин — Монтенегро
- Риз Антуанетт — Доуни
- Дэвид Сент-Луис — Картер Экклстоун

## Эпизоды
| № | Название | Режиссёр | Автор сценария | Дата премьеры | Зрители в США (млн) |
| - | -------- | -------- | -------------- | ------------- | ------------------- |
| 1 | «TBA»    | TBA      | Билл Лоуренс   | TBA           | TBD                 |

## Производство
В декабре 2018 года компания Doozer Productions Билла Лоуренса подписала пятилетнее соглашение с Warner Bros. Television. В августе 2021 года обе студии объявили о разработке 10-серийного сериала Bad Monkey, основанного на одноимённом романе Карла Хиасена 2013 года, с Винсом Воном в главной роли и дистрибьютором Apple TV+. В декабре 2021 года к актёрскому составу присоединились Мишель Монаган, Джоди Тернер-Смит и Мередит Хагнер. В январе 2022 года к актёрскому составу присоединились Ана Виллафанье, Роб Дилейни, Ахмед Эльхадж, Артуро Луис Сория и Алекс Моффат. В марте 2022 года Натали Мартинес вошла в актёрский состав сериала, придя на смену Виллафанье, поскольку, согласно Deadline Hollywood, «персонаж был написан старше возраста Виллафанье, что привело к решению заменить её». В апреле стало известно, что Л. Скотт Колдуэлл и Шарлотта Лоуренс исполнят главные роли, а Рональд Пит возьмет на себя роль Элхаджа. В июне Джон Ортис заменил Сорию.
Съёмки начались в феврале 2022 года во Флорида-Кис и Майами, Флорида. Места съемок включали Дюваль-стрит, Ки-Уэст.